# Dunavarsány
Dunavarsány è una città di 7.000 abitanti situata nella contea di Pest, nell'Ungheria settentrionale.

## Amministrazione

### Gemellaggi
- Gemmingen, Germania
- Csetfalva, Ucraina
- Slavec, Slovacchia